# Apális-de-cabeça-preta
Apális-de-cabeça-preta  (Apalis melanocephala) é uma espécie de ave da família Cisticolidae.
Pode ser encontrada nos seguintes países: Quénia, Malawi, Moçambique, Somália, Tanzânia e Zimbabwe.
Os seus habitats naturais são: florestas secas tropicais ou subtropicais, florestas subtropicais ou tropicais húmidas de baixa altitude e regiões subtropicais ou tropicais húmidas de alta altitude.